# افلیا پرتو
افلیا پرتو (زادهٔ ۱ دی ۱۳۱۷ در تهران) نوازنده پیانو و موسیقی‌دان اهل ایران است.

## زندگی هنری
افلیا پرتو ۱ دی سال ۱۳۱۷ در تهران متولد شد. در سن ۱۰ سالگی به هنرستان موسیقی ملی راه یافت. او از هنرمندانی همچون «ابولحسن صبا»، «علینقی وزیری»، «روح‌الله خالقی»، «حسین تهرانی»، «مهدی مفتاح» و «جواد معروفی» بهره برده‌است. وی سال‌ها نزد «جواد معروفی» پیانو ایرانی را فراگرفت و نخستین زن ایرانی است که «پیانو ایرانی» (اجرای موسیقی ملی ایران با پیانو) نواخته و آموزش داده‌است.
او فارغ‌التحصیل کارشناسی موزیکولوژی از هنرستان عالی موسیقی ملی و کارشناسی ارشد مدیریت امور فرهنگی موسیقی از دانشگاه فارابی (دانشگاه هنر) می‌باشد. وی پس از پایان دوره کارشناسی‌اش در سال ۱۳۳۶ در اداره هنرهای زیبا در وزارت فرهنگ و هنر مشغول به کار شد. همچنین، تا هنگام بازنشستگی به تدریس موسیقی و نوازندگی پیانو پرداخت. او سالها در وزارت فرهنگ و هنر سابق سرپرست ارکستر بانوان بود. این ارکستر بزرگ از سازهای ایرانی و غربی تشکیل می‌شد که موسیقی ایرانی می‌نواختند و خود او در این ارکستر پیانو می‌نواخت. وی در سال ۱۳۷۷ گروه موسیقی «یاران» را با خوانندگی «خاطره پروانه» تأسیس نمود و کنسرت‌های متعددی با این گروه برای بانوان به صحنه برد. پس از درگذشت «خاطره پروانه» خوانندگی اجراهای گروه «یاران» را «افسانه ملک» بر عهده داشت.
مهر ۱۳۹۰ در مراسم اختتامیه دوازدهمین جشن خانه موسیقی، از افلیا پرتو به همراه ۸ بانوی هنرمند موسیقی دیگر تقدیر شد و تندیس‌های جشن خانه موسیقی به ایشان اهداء شد. همچنین بهمن ۱۳۹۵ در مراسم نکوداشت «جواد معروفی» از افلیا پرتو قدردانی شد.